# Kulturna teorija
Ovo je članak o kulturi. Za kulturnu teoriju, vidi kulturna teorija rizika.
Kulturna teorija je grana antropologije, semiotike i drugih srodnih društvenih znanstvenih disciplina (npr. sociologije) koja pokušava definirati heuristički koncept kulture u operacionalnim i/ili znanstvenim pojmovima. U 19. stoljeću "kultura" se koristila za označavanje širokog područja ljudskih aktivnosti, dok se drugi koristili kao sinonim za "civilizaciju". U 20. stoljeću antropolozi su započeli teoretizirati o kulturi kao objektu znanstvene analize. Neki su koristili ovaj pojam za razlikovanje adaptivnih strategija ljudi od pretežito instinktivnih adaptivnih strategija životinja, uključujući adaptivne strategije ostalih primata i neljudskih hominida, dok su drugi koristili pojam kulture kako bi označili simboličke reprezentacije i ekspresije ljudskog iskustva bez ikakve izravne adaptivne vrijednosti. Obje grupe shvaćale su kulturu kao neodvojivi i jedinstveni dio ljudske prirode.
Prema mnogim teorijama koje su stekle široku prihvaćenost među antropolozima, kultura prikazuje način na koji ljudi interpretiraju svoju biologiju i svoj okoliš. Prema ovom stajalištu kultura postaje takav integralni dio ljudske egzistencije da je ljudski okoliš, a većina se kulturnih promjena može pripisati ljudskoj adaptaciji na povijesne događaje. Štoviše, ako se uzme da je kultura primarni adaptivni mehanizam ljudi i da se zbiva puno brže od ljudske biološke evolucije, na većinu kulturnih promjena može se gledati kao na adaptaciju same kulture.
Iako većina antropologa pokušava definirati kulturu na takav način da ona odvaja ljudska bića od ostalih životinja, mnoge ljudske osobine slične su onima ostalih životinja, posebice osobinama ostalih primata. Primjerice, čimpanze imaju velik mozak, no ljudski mozak je veći. Slično tome, bonobi iskazuju složeno seksualno ponašanje, no ljudska bića iskazuju još složenije obrasce seksualnog ponašanja. Stoga antropolozi često raspravljaju o različitosti ljudskog od životinjskog ponašanja u stupnjevima (kvantitativno) radije nego prema vrsti (kvalitativno), a također moraju pronaći načine razlikovanja kulturnog ponašanja od sociološkog i psihološkog ponašanja.

## Vanjske poveznice
- Article Database  Arhivirana inačica izvorne stranice od 2. veljače 2009. (Wayback Machine) o temama ljudske kulture.

## Više informacija
- Kulturologija
- Kulturno ponašanje
- Kulturna industrija
- Kritička teorija
- Teorija dvojnog nasljeđivanja
- Interkulturalni odnosi
- Znanost o popularnoj kulturi
- Strukturalizam